# 1818 في فرنسا
فيما يلي قوائم الأحداث التي وقعت خلال عام 1818 في فرنسا.

## سياسة

### تعيين في المنصب
- 29 ديسمبر – جان جوزيف ديسول head of government of France ‏.

### انتهاء فترة المنصب
- 29 ديسمبر – أرماند عمانويل دو بليسي دو ريشليو رئيس الوزراء الفرنسي، head of government of France ‏.

## مواليد

### مارس
- 11 مارس – ماريوس بتيبا

### مايو
- 30 مايو – جول يامين فيزيائي فرنسي.

### يونيو
- 4 يونيو – إيلي أبل كاريير

### أغسطس
- 14 أغسطس – فرانسوا أورليان، أمير جوينفيل

## وفيات

### يوليو
- 28 يوليو – غاسبار مونج (مواليد 1746)

### نوفمبر
- 1 نوفمبر – ماري غابرييل كابيت (مواليد 1761) رسامة فرنسية.